# حمام محله نوآباد
حمام محله نوآباد مربوط به دوره قاجار است و در نائین، محله نوآباد، نزدیک حسینیه نوآباد واقع شده و این اثر در تاریخ ۲۴ اسفند ۱۳۸۳ با شمارهٔ ثبت ۱۱۵۶۳ به‌عنوان یکی از آثار ملی ایران به ثبت رسیده است.